# لا پینه (اورگن)
لا پینه (به انگلیسی: La Pine) شهری در شهرستان دسچوتس ایالت اورگن است و در سرشماری سال ۲۰۱۱ میلادی، ۱٬۶۵۳ نفر جمعیت داشته که نسبت به سال ۲۰۱۰، ۱٫۰۳ درصد رشد جمعیت داشته‌است.

## موقعیت جغرافیایی
موقعیت جغرافیایی شهرها و مناطق اطراف به شرح زیر است: